# Neotrombicula sphenodonti
Neotrombicula sphenodonti är en spindeldjursart som beskrevs av Goff, Loomis och Geoffrey Clough Ainsworth 1987. Neotrombicula sphenodonti ingår i släktet Neotrombicula och familjen Trombiculidae. Inga underarter finns listade i Catalogue of Life.